# Служу Советскому Союзу (фильм, 1968)
«Служу́ Сове́тскому Сою́зу» — советский цветной документальный фильм, созданный Центральной студией документальных фильмов и вышедший в прокат в 1968 году. Фильм был посвящён грандиозным по своим масштабам и проведённой подготовке советским военным учениям «Днепр», в которых участвовали различные виды и рода войск и которые были приурочены к 50-летию Октябрьской революции и Вооружённых сил СССР.

## Видеоряд
Основу фильма составляют документальные кадры, отснятые на учениях «Днепр», проводившихся Министерством обороны СССР в сентябре 1967 года. Показ современных Вооружённых сил в фильме предваряется архивными кинокадрами: на экране появляется В. И. Ленин среди красноармейцев, громивших белогвардейцев и иностранных интервентов на фронтах Гражданской войны, события мая 1945 года: Взятие рейхстага, а затем — Нюрнбергский процесс над нацистскими преступниками. Показ кинохроники сопровождается закадровым голосом диктора (Л. И. Хмара): «Когда пал Берлин и суд народов вынес приговор фашизму, человечество надеялось, что разум восторжествовал, что наступила пора мирного сева и созидания. Но, надругавшись над людскими надеждами, попирая законы разума и совести во имя своей власти и прибылей, американские империалисты пулей, штыком, напалмом, бомбами пытаются насаждать порядки своего так называемого «свободного мира».
На экране появляются самолёты Вооружённых сил США, сбрасывающие бомбы на мирные города и деревни Вьетнама. Плачущие вьетнамские дети и скорбящие матери.
Затем действие переносится на Ближний Восток, небо над которым рассекают самолёты израильских ВВС, пролетая над толпами бегущих арабов. На экране развеваются фашистские флаги над колонной орущих что-то неонацистов. В кадре появляется изображение свастики на стене.
Диктор продолжает свою речь: «Люди, будьте бдительны! Остановите преступную руку агрессора, не дайте снова выползти из своих нор фашистским недобиткам! Мир под угрозой». На экране появляется трибуна Кремлёвского Дворца съездов — на юбилейном торжественном заседании выступает Л. И. Брежнев, говоря о необходимости подкрепления мирной политики Советского Союза его несокрушимой оборонной мощью. По Красной площади идут парадом новейшие танки и ракетные комплексы. Офицер у пульта. Раздаётся сигнал «Тревога», танкисты бегут к боевым машинам, лётчики — к самолётам. Начинаются учения «Днепр»…

## Создание фильма
После окончания учений «Днепр», двум присутствовавшим на них советским военным писателям и корреспондентам Ивану Стаднюку и Николаю Грибачёву было предложено написать сценарий полнометражного документального фильма. Во время учений Стаднюк и Грибачёв — старые друзья, знающие друг друга ещё с довоенного времени, — были свидетелями всех важных моментов происходящего, побывав в обоих лагерях условных противников, в момент сосредоточения войск они наблюдали за ходом учений на стороне «западных», а к началу решающего сражения они вылетели в расположение «восточной» стороны.
Во время учений со Стаднюком, Грибачёвым и другими гостями учений произошла незапланированная ситуация. На кромке луга с подветренной стороны недалеко друг от друга были построены две вышки в виде двух высоких этажерок для наблюдения высадки десанта. На их полках — междуэтажных перекрытиях — были места для многочисленных корреспондентов, международных гостей, генералов и офицеров. На самом верхнем этаже левофланговой «этажерки» собрался высший советский генералитет во главе с министром обороны СССР. Вместе с ним там находились военные министры стран - участниц Варшавского договора. Стаднюк с Грибачёвым, находясь в гуще корреспондентов, наблюдали со второго этажа вышки, как наступление прикрывалось с неба истребительной авиацией, а места высадки тщательно обрабатывались бомбардировщиками. Затем на горизонте появились первые самолёты-транспортники, после чего всё небо до самого горизонта, по словам Стаднюка, «расцвело белыми куполами». Но это были разведчики и комендатура десантного обеспечения. Затем в небе появились тяжёлые самолёты, несущие бронетранспортёры, самоходные артиллерийские установки, платформы с машинами и различной боевой техникой. И тут из флагманского самолёта, пролетавшего прямо над вышками, на поток вышел бронетранспортёр, парашюты которого не раскрылись, и тяжёлая машина, опутанная стропами парашютов, со свистом врезалась в землю и взорвалась в нескольких десятках метров от вышки с высокими гостями. А тем временем над ними уже летели другие десятки транспортников, и из каждого в воздух сходила новая техника. Нервы, как вспоминает Стаднюк, у многих не выдерживали. Мысль о том, что если не раскрылись парашюты первого бронетранспортёра, то где гарантия, что раскроются у других, озадачила многих присутствовавших, и они тотчас же стремглав побежали к лестницам. В выигрышном положении оказались те, кто был на первом этаже. Они перепрыгивали через борты и стремглав убегали подальше от места десантирования. По лестницам с верхних этажей скатывались кубарем. Среди прочих в бегущей толпе были и Стаднюк с Грибачёвым. Но опасность миновала. Выдержку и мужество, по словам Стаднюка, в данной ситуации проявили лишь министр обороны маршал Андрей Антонович Гречко вместе со своей свитой и военными гостями, которые не сдвинулись с места под нависшей над ними тенью несущихся с рёвом боевых машин.
По словам военного публициста, генерал-майора В. С. Рябова: «с первых и до последних кадров фильм захватывает значительностью содержания, динамикой происходящих событий, высоким операторским искусством, удачным музыкальным сопровождением».

## Съёмочная группа
- Авторы сценария: Николай Грибачёв, Иван Стаднюк
- Режиссёры: Владимир Бойков, Борис Небылицкий
- Главные операторы: Михаил Ощурков, Евгений Яцун
- Операторы:

- Алексей Бабаджан
- А. Берлин
- Иван Горчилин
- Г. Долженков
- Александр Истомин
- Леонид Кокошвили
- Юрий Коровкин
- Юрий Леонгардт
- Борис Макасеев
- Лев Михайлов
- Александр Опрышко
- Александр Савин
- Евгений Федяев
- Иван Филатов

- Композитор Юрий Чичков
- Музоформитель З. Алимова
- Текст читает Леонид Хмара
- Звукооператор Виктор Котов
- Главный консультант генерал-полковник Владимир Комаров

## Музыкальное сопровождение
Специально для фильма была написана песня «Затрубил тревогу ветер» (Солдатская походная). Слова к ней написал сценарист Николай Грибачёв, а музыку — композитор Юрий Чичков:
Мы пройдём огонь и воду,
Кто нас тронет — будет смят.
Сын страны, слуга народа,
Веселей гляди, солдат.

## Награды
По представлению Главного политического управления Советской Армии и Военно-Морского Флота за создание фильмов «Служу Советскому Союзу» и «Народа верные сыны» режиссёры Владимир Бойков и Борис Небылицкий, а также операторы Михаил Ошурков и Евгений Яцун были удостоены Государственной премии СССР в области кинематографии и театрального искусства 1969 года. Из списка лауреатов исключили только сценаристов — Николай Грибачёв до этого уже был награждён Ленинской премией за участие в публицистической книге «Лицом к лицу с Америкой», а Иван Стаднюк на тот момент впал в немилость у советского руководства.
На заседании объединённого пленума правлений творческих союзов СССР первый секретарь правления Союза кинематографистов СССР Лев Кулиджанов назвал «Служу Советскому Союзу» и «Народа верные сыны» лучшими фильмами на тему войны. По словам киноведа Алексея Лебедева, эти фильмы собрали в СССР многомиллионную аудиторию и с большой силой показали могущество советских Вооружённых Сил, напряжённую боевую учёбу, а также быт советских воинов.